# Rots (comuna delegada)
Rots era una comuna francesa situada en el departamento de Calvados, en la región de Normandía, que el 1 de enero de 2016 pasó a ser una comuna delegada de la comuna nueva de Rots al fusionarse con las comunas de Lasson y Secqueville-en-Bessin.

## Demografía
| Gráfica de evolución demográfica de Rots entre 1800 y 2021 |
|                                                            |

Los datos demográficos contemplados en este gráfico de la comuna de Rots se han cogido de 1800 a 1999 de la página francesa EHESS/Cassini, y los demás datos de la página del INSEE.